# Beyləqan
Beyləqan – miasto w południowym Azerbejdżanie, stolica rejonu Beyləqan. Leży w pobliżu ujścia rzeki Araks do Kury. W 2008 roku liczyło około 15 tys. mieszkańców. To jedno z najstarszych miast w Azerbejdżanie, zostało założone jeszcze za panowania Sasanidów. W czasach ZSRR (do 1991 roku) miasto nazywało się Żdanow na cześć radzieckiego polityka Andrieja Żdanowa.